# Alfa1-glicoproteina acida
L'alfa 1-glicoproteina acida (AGP), un tempo detta orosomucoide, è una mucoproteina (glicoproteina) sintetizzata dal fegato, costituita da una catena polipeptidica di 181 aminoacidi con un peso molecolare di 41-43-kDa, e possiede un ponte disolfuro nel ratto e due nell'uomo.
Essa è fortemente glicosilata (45%) ed è N-glicosilata in cinque posizioni.

## Funzioni
La funzione biologica di questa proteina non è chiara. Sono state descritte numerose attività su diversi tipi di cellule del sangue. In vivo, l'AGP ha chiaramente effetti protettivi in diversi modelli di infiammazione.
È una proteina di fase acuta prodotta dal fegato e dai tessuti periferici in risposta alla reazione sistemica all'infiammazione; cioè una proteina la cui concentrazione nel plasma aumenta in modo caratteristico come risposta alla fase acuta di varie patologie come infezioni, traumi, ustioni o malattie infiammatorie, le concentrazioni di proteine sieriche sono state correlate con aumenti della sintesi epatica.
L'interesse pratico nella determinazione delle proteine della fase acuta risiede nel fatto che il loro comportamento fornisce un'indicazione del processo patologico, in quanto rimangono elevate finché il processo persiste e diminuiscono quando questo regredisce.
La produzione è legata all'espressione del gene AGP ed è controllata da una combinazione dei principali mediatori regolatori, cioè glucocorticoidi e una rete di citochine che coinvolge principalmente l'interleuchina-1 beta (IL-1 beta), il fattore di necrosi tumorale alfa (TNF alfa), l'interleuchina-6 e le citochine correlate all'IL-6.
L'AGP ha anche la capacità di legare e veicolare numerosi farmaci lipofili basici e neutri di origine esogena, ma anche farmaci acidi come il fenobarbital, ed endogeni come gli ormoni steroidei. Inoltre, si è visto che l'AGP interagisce con il propanololo grazie a legami di tipo van der Waals o legame idrogeno.
Inoltre, essa mantiene la funzione di barriera dei capillari grazie alla mediazione con il metabolismo degli sfingolipidi.
L'AGP è anche nota per la capacità di interagire nei processi che regolano i disordini metabolici legati all'obesità e all'insulino-resistenza; infatti, il livello di AGP circolante è correlato positivamente con il BMI, la massa grassa corporea e la leptina sierica.

### Attività immunomodulante
La regolazione dell'attività dell'AGP è complessa: l'infiammazione induce non solo un aumento della concentrazione sierica dell'AGP, ma anche un cambiamento qualitativo nella sua frazione glucidica, generando una moltitudine di glicoforme, ognuna delle quali con attività diverse, e talvolta opposte e contraddittorie. 
Inoltre l'AGP interagisce con il recettore della leptina che per la sua nota funzione immunomodulante, può essere incluso tra i potenziali attori dell'immunometabolismo.
La glicosilazione è una delle più importanti modificazioni post-traduzionali delle proteine ed è stata ampiamente riconosciuta come uno dei modi più importanti per modulare sia la funzione proteica che la durata della vita; nella AGP si è visto che la sua microeterogeneità di glicosilazione può essere modificata durante le malattie.
Una ricerca ha mostrato come gli individui a più alto rischio di diabete presentavano un aumento della ramificazione degli N-glicani sul secondo sito di glicosilazione dell'AGP e una minore sialilazione degli N-glicani sul terzo sito di glicosilazione dell'AGP e sul quarto di AGP1. Pur con un piccolo campione dello studio, ciò indica che il profilo di N-glicani AGP sito-specifico potrebbe aiutare a distinguere gli individui a rischio di diabete di tipo 2.

### Tiroide
L'alfa-1-glicoproteina acida (AGP) agisce come vettore di molecole lipofile basiche e cariche neutre. 
È stato osservato che l'AGP in basse concentrazioni stimola il recettore del TSH e l'accumulo di cAMP intracellulare.
D'altra parte, alte concentrazioni di AGP hanno inibito la segnalazione del TSH. L'orosomucoide potrebbe quindi svolgere un ruolo nella patogenesi dell'NTIS, ma sono necessari ulteriori studi per ottenere una comprensione più approfondita del suo ruolo nella fisiologia della tiroide.

### Tumore della laringe
Quando l'AGP è sovra-espressa è correlata con la progressione del tumore nei pazienti con cancro laringeo. L'alfa-1-glicoproteina acida (AGP) potrebbe essere un potenziale biomarcatore diagnostico per il cancro della laringe.